# 小恩达遗址
小恩达遗址，位于中國西藏自治区昌都市卡若區昌都镇小恩达村，是新石器时代遗址。

## 简介
小恩达遗址位于卡若區以北5公里的昂曲河北岸的台地上，面河背山，占地面积大约10万平方米，214国道横穿该遗址核心区，新建的乡村公路将该遗址分为东、西两个部分。东部为小恩达小学占压（现已搬迁），西部是当地主要的耕种区。1986年，西藏自治区文物管理委员会首次对该遗址进行调查及试掘，清理出大批房屋遗迹、窖穴、灰坑，还有各类打制石器、磨制石器、细石器、骨器、陶片等文物。同时，还发现一处距今4000年左右的古墓葬。
根据该遗址打制石器、细石器、磨制石器并存，且以打制石器为主的情况看，该遗址处于新石器时代。根据出土文物特征、碳十四测定、树轮校正，年代距今4000年左右，属于新石器时代晚期。该遗址也发现有房屋遗址，房基四周有明础，墙壁用柱为骨，编缀着枝条，内外涂草拌泥而形成木胎泥墙，居住面的中央设有灶坑。这些特征与卡若房屋遗址类似，说明卡若遗址是当时藏东地区具有代表性的文化遗址。
小恩达遗址的文化内涵属于卡若文化的范围，但又较卡若遗址有明显进步。根据小恩达遗址出土的石器、骨器看，小恩达遗址已进入以农业为主的定居生活状态。自文化面貌判断，该遗址与西藏自治区林芝县、墨脱县、拉萨北郊曲贡村几处遗址的原始文化和黄河中上游地区的原始文化存在一定联系。
小恩达遗址是昌都市继卡若遗址之后经过科学发掘的第二处新石器时代遗址。该遗址对研究藏族的起源，西藏地区早期与黄河流域等地之间的文化联系，及建立并完善卡若文化的类型及序列均有很重要的意义。
小恩达遗址保护项目被定为西藏自治区“十二五”重点文物保护项目之一。2012年5月10日，西藏自治区文物保护研究所、昌都地区文物局、昌都县文物局联合组成的考古队正式进驻小恩达遗址现场，开展考古工作。经过将近一个月的现场发掘，已经清理出房屋遗址1座、墓葬5座，发掘出土石器、骨牙器、陶器等遗物千余件，此后小恩达遗址的考古发掘工作仍在继续进行。同时，陕西龙腾设计公司承担的小恩达遗址勘探及测绘工作也已经全面开始。2012年7月19日，四川省文物考古研究院与西藏自治区文物保护研究所组成的“小恩达遗址保护规划项目组”自拉萨出发，到小恩达遗址实地调研，正式启动了小恩达遗址的保护规划工作。
2013年，小恩达遗址被列为第七批全国重点文物保护单位。